# CQ 311
CQ 311は、中華人民共和国が製造している小口径アサルトライフル。アメリカ合衆国のアサルトライフル「M16」のデッドコピー品である。

## 歴史
CQシリーズは、1980年代初頭に始めて確認された。この銃は5.56x45mm弾を使用するため、中国人民解放軍での使用よりは輸出販売を目的に製造されているものと見られる。CQシリーズは、大きく2つに分類される。一つはCQ 5.56、またはCQ-311、CQ M-311などと呼称される、セレクティブファイア機構を備えた軍用輸出型であり、もう一つはCQ M311-1と呼称される民生市場向けのセミオートモデルである。後にカービンモデルとして、CQ 5.56mm Type Aが発表された。
民生用セミオートモデルはスポーツライフルとして十分な成功を収めている一方、CQシリーズが軍事利用されている例は少ない。軍用小銃として考えると、CQシリーズは失敗作であった。人民解放軍で採用される事は無く、CQが果たした唯一の重要な役割は、1980年代のソビエト連邦のアフガニスタン紛争に際して非公式に行われたムジャーヒディーンへの援助の一部である。これはアメリカ合衆国によるムジャーヒディーンへの援助があったためで、中国当局は現地のアフガン民兵が5.56mm弾を容易に一定数確保できるものと想定したのである。
その他、CQシリーズは東南アジア地域のゲリラや武装勢力が使用していると報告されている。イランでは、一部の精鋭部隊向けにM-331を購入したという。

### メディアへの露出
2001年8月7日、イギリスの警察はイズリントンにおいて逮捕された若者から、CQライフルと思われる自動小銃を押収した。2008年に中国南部が寒波に見舞われた際、中国中央電視台のニュース番組でCQライフルを使用し送電鉄塔の凍結箇所に銃撃を加えている警察官の姿が報道されている。

## M16シリーズとの差異
外見上、CQシリーズはM16シリーズとほとんど同様だが、細部に違いが見られる。もっとも特徴的な箇所は、ハンドガードやストックの形状、湾曲したピストルグリップ、覆い付の照星であろう。いずれのCQシリーズもアメリカ軍でM16A2以前に使用されていたM193弾あるいは中国製コピーのCJ弾の射撃に適した1:12ライフリングを施されており、これはスポーツ用や狩猟用に市販されている各種の.223レミントン弾など、最大55グレーンの弾頭を使用する事ができる。
5.56x45mm NATO弾（米軍名称M855弾またはSS109弾）を装填することもできるが、決して適した装弾とは言えない。M855弾の場合、弾頭重量が62グレーンなので1:9ライフリングないし1:7ライフリングを最適とするのである。NATO弾を使用した場合でも安全に射撃を行えるが、発射された弾頭が不安定に回転して側面から着弾する、いわゆる「キーホール」の状態になりやすい。

## 各種派生型

### TypeCQアサルトライフル
CQ 5.56、CQ-311、CQ M-311とも。セレクティブファイア方式のアサルトライフルで、軍や警察での使用を想定している。
ガス圧動作回転ボルト式の自動火器であり、20発ないし30発装填の箱型弾倉（STANAG マガジンのクローン）から、M193弾（ノリンコがCJ弾として生産）を装填する。セレクターは安全、単発、連発の3点式である。508mmの銃身を備え、ライフリングは1:12。
原型となったアメリカ製自動小銃M16との主な差異は、ストック、グリップ、ハンドガード、フラッシュサプレッサーなどの形状、そして使用される金属の種類である。すなわちアメリカ製のAR-15/M16はT70-74アルミを金属部分に使用するが、CQではT60-60アルミを使用している。これは金属粉末射出成型法ではなく鋳造で製造することによる。製造元のWebサイトによれば、ノリンコが生産する各種擲弾筒が使用できるという。
アメリカ製M203のコピー（LG2-I、LG2-II）、あるいはロシア製のGP-25/GP-30のコピー（LG-1、QBZ-95でも使用される）、そして暴動鎮圧用装備が用意されている。しかし、CQシリーズには現代のM16A2やM4カービンが備えるピカティニー・レールのようなQD（Quick Detach/即時分離）機能が設けられていないため、取付にはハンドガード全体の交換が必要である。

### CQセミオートライフル

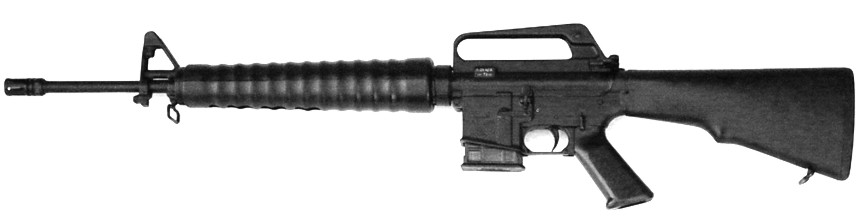
イタリア市場で販売されているNorinco Type CQ M311-1ライフル

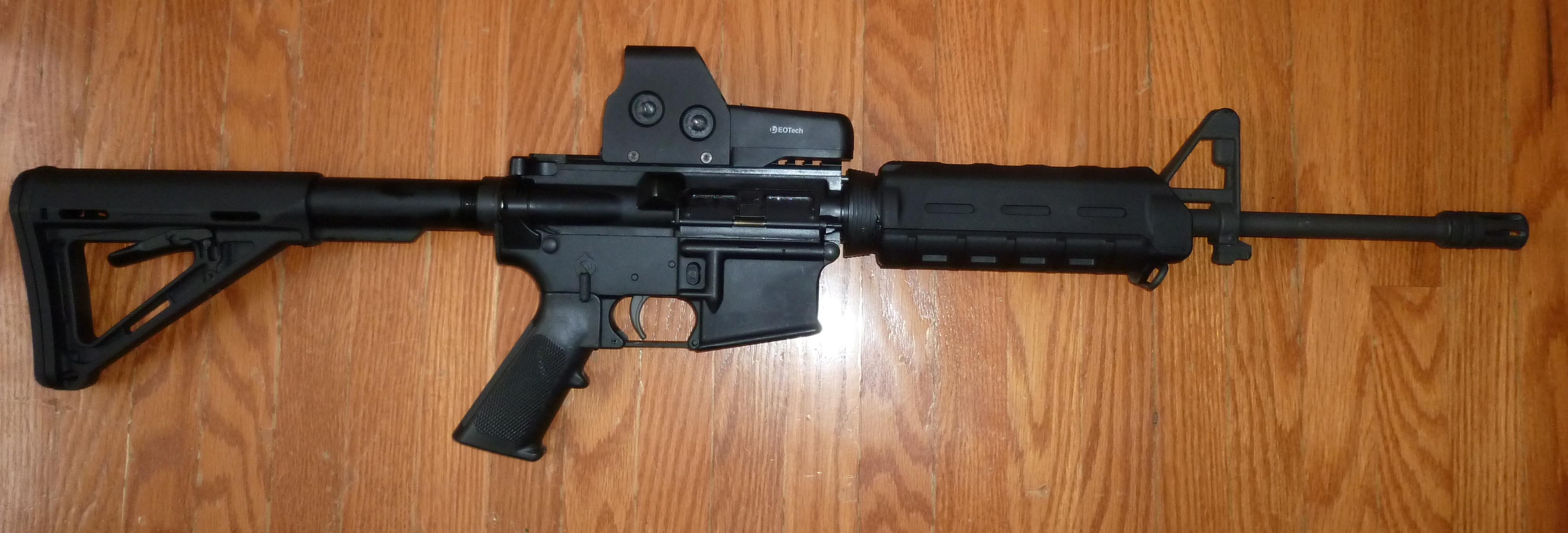
カナダ市場で販売されているDA 556

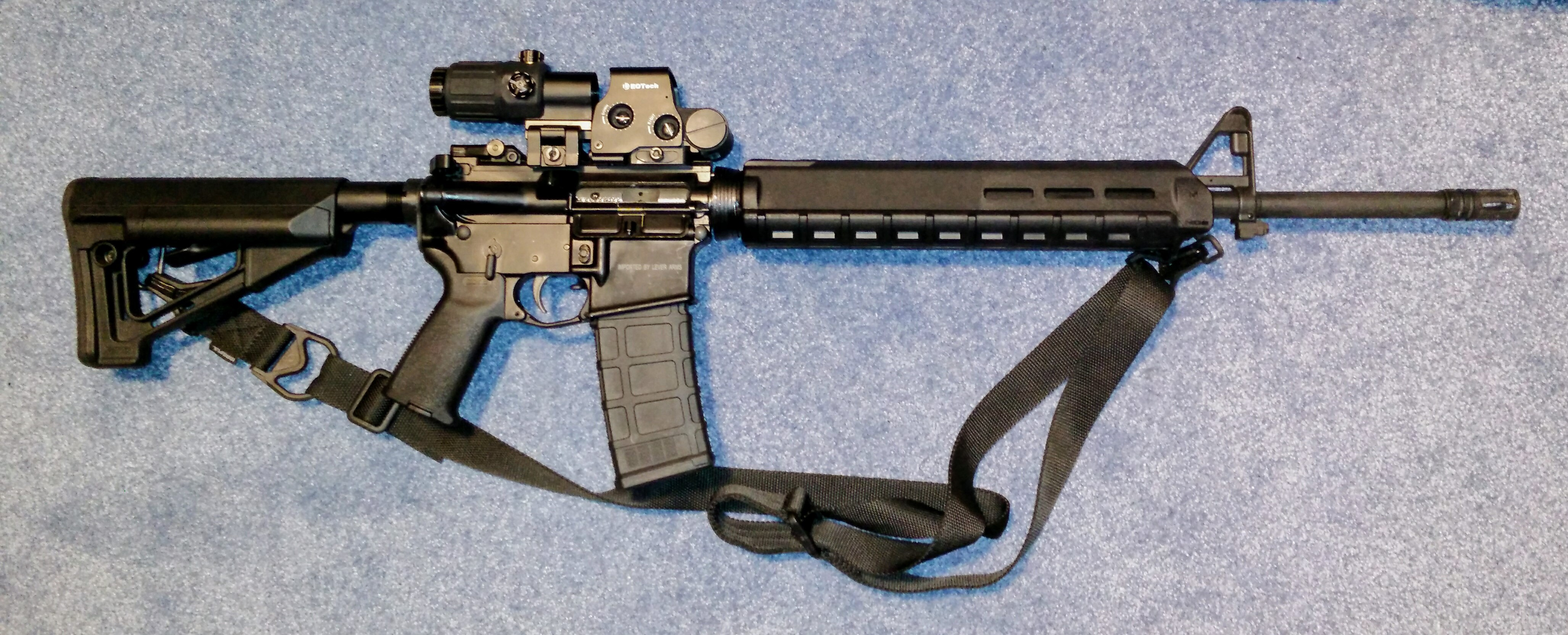
カナダ市場で販売されているノリンコ CQ-A20インチバレルモデル

CQ 311-1、CQ M311-1とも。CQシリーズの民生モデルである。
フルオート射撃が行えない以外には軍用型と大きな差は無いが、最近製造されたモデルではCQの特徴でもあった部品の形状がAR-15シリーズに似せられている。トリガーグループはセミオートのみで、セレクターも単発と安全の2点式である。1:12ライフリングが施され、各種の市販.223レミントン弾とM193弾を安定して射撃できる。
CQ M311-1は1987年に初めて北米で販売されたものの、輸入停止までに販売されたのはわずか500挺程度であった。ノリンコ側は輸入停止の理由を明かしていないものの、1989年の銃器制限（ストックトン銃乱射事件の余波として、41種類の軍用銃器の輸入禁止にジョージ・H・W・ブッシュ大統領が署名した）やコルト社による訴訟などが原因と言われている。
現在でもアメリカでは輸入が行われていないが、カナダでは販売が行われている。アメリカの企業DPMSパンサーアームズが製造する10発の透明プラスチック弾倉と組み合わせたものが、イタリアのNUOVA JAGERによって輸入されているため、ヨーロッパでもCQ M311-1は容易に入手できる。

### CQ 5.56mm TypeA アサルトカービン
2006年に軍・警察向け装備品の世界的な見本市MILIPOLで発表された、アメリカ製M4A1カービンのコピーである。
伸縮式ストック、ピカティニー・レール、取り外し可能なキャリングハンドル、および368.3mmの短銃身を備える。CQ TypeAカービンは、1:9ライフリングを備えており、M193弾とM885弾の両方を安定して射撃できるとされる。また、ピカティニー・レールが付いているために擲弾筒の取り付けおよび取り外しも容易である。
CQ TypeAカービンはパラグアイ軍の特殊部隊DECEI（Destacamento Conjunto de Empleo Inmediato, 共同即応展開支隊）が大量に購入したことで知られており、CQシリーズで唯一、正規軍が公式に採用したモデルである。この銃のセミオートモデルは、カナダやイタリアで民生用スポーツライフルとして流通している。

### DIO Model S-5.56 アサルトライフル
2003年、イランの国防産業機構（Defense Industries Organization, DIO）は、CQシリーズのクローンとしてS-5.56小銃の販売を開始した。欧米では、2001年にジェーン・インフォメーション・グループによって存在が明らかにされていた。
バリエーションとして、M193弾に最適化された19.9インチ銃身と1周305mmの1:12ライフリングを備えたS-5.56A1と、SS109に最適化された1周177.8mmの1:7ライフリングを備えたS-5.56A3が知られる。

### テラブ・ライフル(TARAB)
テラブ・ライフル（TARAB）は、スーダンの軍事産業株式会社（Military Industry Corporation, MIC）が製造するCQシリーズのクローンである。製造元Webサイトでは、AR-10と同様の7.62x51mm NATO弾を使うバリエーションが示されている。これは、スーダン軍が1957年-1989年まで、標準の軍用小銃としてAR-10を採用していたことによる。

### アルマダ・ライフル、トレイルブレイザー・カービン(ARMADA,TRAILBLAZER)
アルマダ・ライフル（Armada）は、フィリピン共和国メトロセブに本社を置くS.A.M.社（Shooter's Arms Manufacturing、またはShooter's Arms Guns & Ammo Corporation）によるCQのクローンである。また、ノリンコのTypeAカービンに似たアルマダのカービンモデル、トレイルブレイザー・カービン（Trailblazer）が存在する。
2009年、S.A.M社は軍部隊や法執行機関および国内外の軍事機関向けのアサルトライフルとしてアルマダ・ライフルを発表した。アルマダはアルミ合金で鋳造された上下分割式機関部を備えるセレクティブファイア方式の自動小銃で、22インチ銃身と1:9右回りライフリングを備えていた。これらはM193弾およびM885のいずれも安定して射撃することができる。さらにグリップやストックなどにノリンコ様式のプラスチック部品、左右調整可能な跳ね上げ式照門、上下調整可能な照星、STANAG マガジンを備える。全長は38.5インチで、銃弾を装填しない場合の総重量は3.3kgとされる。

## 運用者

### 正規軍
- ミャンマー
国家警察がM16とともに制式小銃として装備。ミャンマー陸軍も一部部隊が使用している[18]。また、シャン州軍 (南)、ワ州連合軍など少数民族民兵組織も装備しているとみられる。

- イラン
イスラム革命防衛隊などが装備。「S-5.56」としてライセンス生産を行う。また、このライフルを基に「KH2002 "Khaybar"」という独自開発したブルパップ式アサルトライフルが開発されている。
- パラグアイ
TypeAカービンをパラグアイ軍特殊部隊DECEIが使用[19]。
- アフガニスタン
ソビエト連邦軍と戦ったムジャーヒディーン達が使用した。
- カンボジア
軍で若干数が使用中。
- スーダン
イラン同様ライセンス生産が行われ、「テラブ」という名前がつけられている。
- セネガル
セネガル軍で使用中。相当数が導入されている[20]。
- 中国
四川省警察[21]、重慶市警察特殊部隊[22]、が使用したとされる。
- フィリピン
TypeAカービンをフィリピン軍が使用。これは中国政府がイスラーム過激派との対テロ戦争において、ロドリゴ・ドゥテルテ政権への軍事援助の一環として供給したものである[23][24]。
- タイ
海軍、水上警察が使用。

### 武装勢力

#### テロ組織
- アルカーイダ
- ISIL
シリア軍やイランの支援を受けたシーア派民兵組織から鹵獲したものを使用している[25][26]。
- ターリバーン

#### 反政府組織
- 自由シリア軍
ISILと同じく、シリア軍やシーア派民兵組織から鹵獲したものを使用している。
- カレン民族解放軍
- 新人民軍
- 即応支援部隊（RSF）